# 7446 Адріан
7446 Адріа́н (7446 Hadrianus) — астероїд головного поясу, відкритий 29 вересня 1973 року.
Тіссеранів параметр щодо Юпітера — 3,212.